# Up in the Air
Up in the Air is een Amerikaanse dramafilm uit 2009 onder regie van Jason Reitman. De productie won onder meer een BAFTA Award en een Golden Globe (beide voor beste aangepaste script) en werd genomineerd voor zes Oscars, vijf andere Golden Globes en nog vijf BAFTA Awards. Meer dan zeventig prijzen werden daadwerkelijk aan de film toegekend.

## Verhaal
Ryan Bingham (George Clooney) werkt voor een bedrijf dat door andere bedrijven ingehuurd wordt om werknemers op professionele wijze te ontslaan. Hij brengt het grootste gedeelte van zijn leven daarom door in de lucht, wanneer hij per vliegtuig naar bedrijven in alle hoeken van de Verenigde Staten reist. Hij verkiest avonden in hotelbars en nachten in luxe kamers boven zijn eigen, ongezellige appartement, waar hij zeven weken per jaar op is aangewezen.
Bingham is ervan overtuigd dat dit hét leven voor hem is. Hij beschouwt spullen en persoonlijke relaties als ballast in een rugzak die hij niet met zich mee wil torsen. Hij komt immers onderweg toch alle mensen en luxe tegen die hij zich wenst. Deze beeldspraak gebruikt hij ook in motiverende toespraken die hij op uitnodiging van bedrijven voor werknemers van allerlei pluimage geeft.
Tijdens zijn reizen ontmoet Bingham Alex Goran (Vera Farmiga), een vrouw die eenzelfde leven leidt als hij. Ze hebben direct een klik met elkaar en brengen zo veel mogelijk tijd met elkaar door wanneer hun wegen elkaar kruisen op verschillende reisbestemmingen. Het gevoel dat Gorans aanwezigheid hem geeft en het feit Binghams zus Julie (Melanie Lynskey) op het punt staat te trouwen, brengt hem steeds meer aan het twijfelen over zijn gekozen levenspad. Daar komt bij dat zijn werkgever een jonge protegé genaamd Natalie Keener (Anna Kendrick) heeft aangenomen. Zij maakt Binghams baas warm voor een systeem waarin het niet meer nodig is om overal heen te vliegen om mensen te ontslaan. Volgens haar kan dat net zo goed én zonder een hele hoop reiskosten middels een rechtstreekse videoverbinding. Bingham neemt Keener daarop een tijd mee op zijn reizen om haar ervan te overtuigen dat in zijn werk persoonlijk contact met de werknemers die hij moet ontslaan, onontbeerlijk is.

## Rolverdeling
- George Clooney: Ryan Bingham
- Vera Farmiga: Alex Goran
- Anna Kendrick: Natalie Keener
- Jason Bateman: Craig Gregory
- Amy Morton: Kara Bingham
- Melanie Lynskey: Julie Bingham
- J.K. Simmons: Bob
- Sam Elliott: Maynard Finch
- Danny McBride: Jim Miller
- Zach Galifianakis: Steve
- Chris Lowell: Kevin

## Filmmuziek
- „Help Yourself“ – Sad Brad Smith (titelsong)
- „This Land Is Your Land“ – Sharon Jones
- „Goin Home“ – Dan Auerbach
- „Taken at All“ – Crosby, Stills & Nash
- „Angel in the Snow“ – Elliott Smith
- „Genova“ – Charles Atlas
- „Thank You Lord“ – Roy Buchanan
- „Be Yourself“ – Graham Nash
- „The Snow Before Us“ – Charles Atlas
- „Up in the Air“ – Kevin Renick

## Prijzen en nominaties
Oscar 2010

Nominaties:
- Beste film
- Beste regisseur (Jason Reitman)
- Beste bewerkte scenario (Jason Reitman en Sheldon Turner)
- Beste mannelijke hoofdrol (George Clooney)
- Beste vrouwelijke bijrol (Vera Farmiga)
- Beste vrouwelijke bijrol (Anna Kendrick)

Golden Globe Awards

Nominaties:
- Beste regie (Jason Reitman)
- Beste dramafilm
- Beste acteur (George Clooney)
- Beste vrouwelijke bijrol (Vera Farmiga)
- Beste vrouwelijke bijrol (Anna Kendrick)

Gewonnen:
- Golden Globe: Best bewerkte script (Jason Reitman, Sheldon Turner)

BAFTA Award
- Beste bewerkte script (Jason Reitman, Sheldon Turner)

National Board of Review Award
- Beste film
- Beste acteur
- Beste script
- Beste vrouwelijke bijrol

Satellite Awards
- Beste filmmuziek (Rolfe Kent)